# Raddusa
Raddusa é uma comuna italiana da região da Sicília, província de Catania, com cerca de 3.531 habitantes. Estende-se por uma área de 23 km², tendo uma densidade populacional de 154 hab/km². Faz fronteira com Aidone (EN), Assoro (EN), Piazza Armerina (EN), Ramacca.

## Demografia
| Variação demográfica do município entre 1861 e 2011                               |
|                                                                                   |
| Fonte: Istituto Nazionale di Statistica (ISTAT) - Elaboração gráfica da Wikipedia |